# Албанія під владою Німеччини
Албанське королівство (алб. Mbretnija Shqiptare, нім. Königsreich Albanie) — де-юре незалежна держава, що існувала в 1943—1944 роках. Зазвичай де-факто назва в більшості історичної німецької літератури і документів є Großalbanien, іноді Gross-Albanien. Після виведення італійських військ у 1943 році Албанія була окупована нацистською Німеччиною і розпочалася громадянська війна, яка закінчилася перемогою комуністів.

## Історія
25 липня 1943, після падіння Беніто Муссоліні, Віктор Еммануїл III зрікається престолу як король Албанії. 9 вересня Третій Рейх окуповує країну. В жовтні Установчі збори скликаються на прохання німців, і Албанія проголошує свою незалежність, а також скасовує більшість законів, прийнятих під час італійської окупації. Леф Носі, член Балі Комбетар, стає главою держави. Албанія в цей час офіційно була королівством, попри те, що Ахмет Зогу перебував у еміграції. Установчі збори проголосили регентство, до якого увійшли Леф Носі як представник православних, Фуат-бей Дібра як представник мусульман та Антон Харапі як представник католиків. Асамблею очолює Мехді-бей Фрашері, старша посадова особа в Османській імперії і прем'єр-міністр у 1935—1936. Фрашері пояснює свою позицію прагненням зберегти Албанію від національно-визвольного руху, очолюваного комуністами. 5 листопада Реджепа Мітровіцу було призначено головою уряду. Політичний рух Seconde Ligue albanaise de Prizren на чолі з Мітровіцею закликав до приєднання Косово до Албанії з метою створення Великої Албанії, натомість комуніст Енвер Ходжа, під впливом Тіто, намагався зберегти Косово у складі Югославії. Ліга бере участь у війні з Югославією, з метою захисту албанського населення Косово від четників і партизанів. Албанський уряд не вельми співпрацює з німцями і відмовляє в 1944 подати список євреїв, які мешкали в Албанії.
Війна проти загарбників переросла в громадянську війну між Комуністичною партією Албанії, яка контролювала національно-визвольний рух, і Балі Комбетар. У листопаді 1944, під тиском Народно-визвольної армії Югославії і Червоної Армії німці евакуювали війська з Албанії. Енвер Ходжа став лідером тимчасового уряду в Тирані. Терени, загарбані під час війни, були передані комуністичній Югославії.